# Rudolf Palgen
Rudolf Palgen (* 23. April 1895 in Echternach; † 17. November 1975 in Graz) war ein luxemburgischer Romanist, Italianist, Germanist und Danteforscher.

## Leben und Werk
Palgen studierte in München, Heidelberg und Marburg. Er promovierte 1917 in Marburg mit der germanistischen Arbeit Über Zacharias Werners "Söhne des Tals". Ein Beitrag zur Geschichte der Romantik (Marburg 1918, Nachdruck New York 1968). Ab 1919 Französischlektor in Breslau (bei Carl Appel und Hermann Breuer), wandte er sich stärker der Romanistik zu, habilitierte sich 1936 und wurde 1943 auf den Hugo-Schuchardt-Lehrstuhl in Graz berufen, wo er als Nachfolger von Hans Jeschke bis zu seiner Emeritierung 1966 lehrte. In seiner Geburtsstadt Echternach steht eine Bronzebüste von Palgen durch den Künstler Rodolfo Zilli. Palgen war der Bruder der Sprachwissenschaftlerin Helene Palgen (1902–1993).

## Weitere Werke (Auswahl)
- Der Stein der Weisen. Quellenstudien zum Parzival, Breslau 1922
- Judith: ein mitteldeutsches Gedicht aus dem 13. Jh. Aus der Stuttgarter Handschrift zum ersten Mal hrsg., Halle a.S. 1924
- (unter dem Namen Rodolphe Palgen) Villiers de l'Isle-Adam, auteur dramatique. Etude critique, Paris 1925
- Die Weltanschauung Henri Bergsons, Breslau 1929
- Le Cimetière marin von Paul Valéry. Versuch einer Deutung, Breslau 1931
- Das mittelalterliche Gesicht der Göttlichen Komödie (Quellenstudien zu Inferno und Purgatorio), Heidelberg 1935
- Dantes Sternglaube. Beiträge zur Erklärung des Paradiso, Heidelberg 1940
- Geschichte der italienischen Literatur, Bonn 1949
- Dante und Avicenna. In: Anzeiger der Österreichischen Akademie der Wissenschaften, phil.-histor. Klasse. Band 88 (12), 1951, S. 159–172.
- Werden und Wesen der Komödie Dantes, Graz/Wien/Köln 1955
- L'origine del Purgatorio, Graz/Wien/Köln 1967
- Dantes Luzifer. Grundzüge einer Entstehungsgeschichte der Komödie Dantes, München 1969
- Mittelalterliche Eschatologie in Dantes Komödie. Motive und Motivketten aus der mittelalterlichen Sagenliteratur. Die Timaios-Motive in der Göttlichen Komödie, veröffentlicht zum 80. Geburtstag des Verfassers, Graz 1975